# Tchagra jamesi
Tchagra jamesi là một loài chim trong họ Malaconotidae.